# Mortes em fevereiro de 2011
Mortes em 2011: ← Janeiro – Fevereiro – Março – Abril – Maio – Junho – Julho – Agosto – Setembro – Outubro – Novembro – Dezembro →
Esta é uma relação de pessoas notáveis que morreram durante o mês de fevereiro de 2011, listando nome, nacionalidade, ocupação e ano de nascimento.

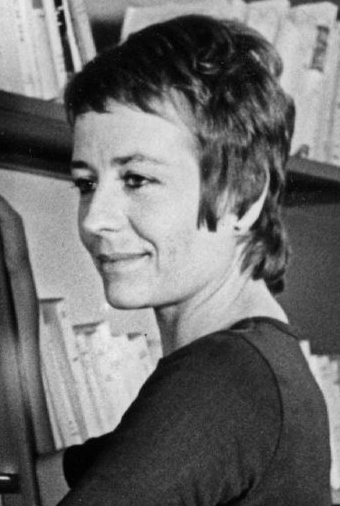
Annie Girardot, atriz francesa

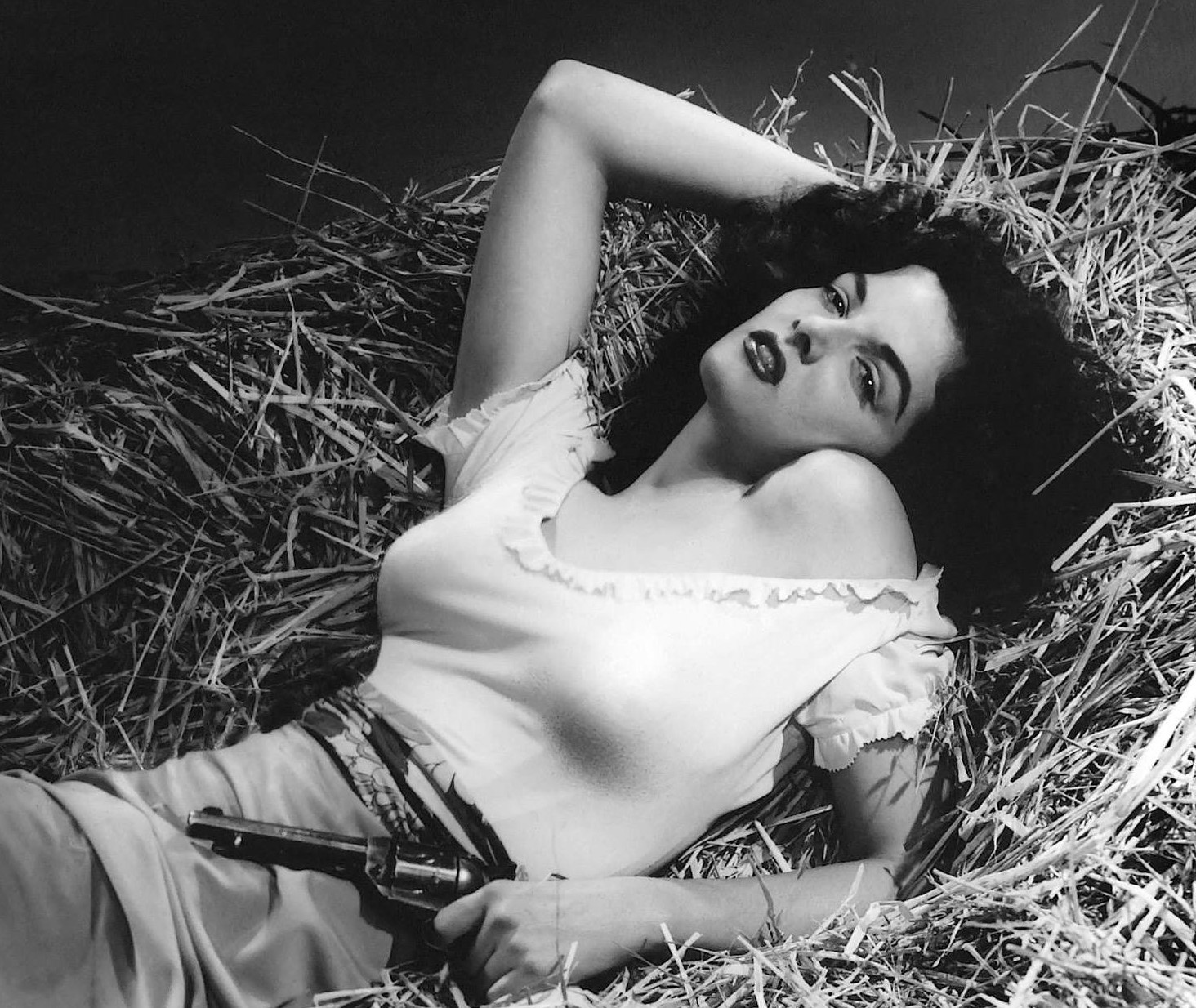
Jane Russell, atriz estadunidense

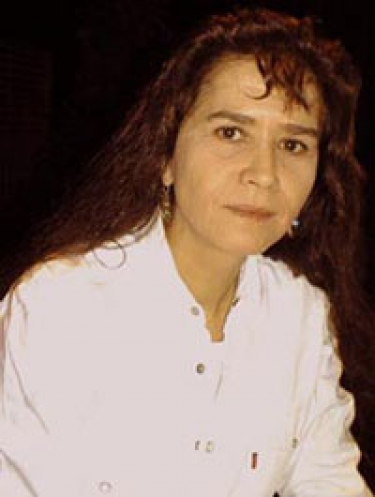
Maria Schneider, atriz francesa

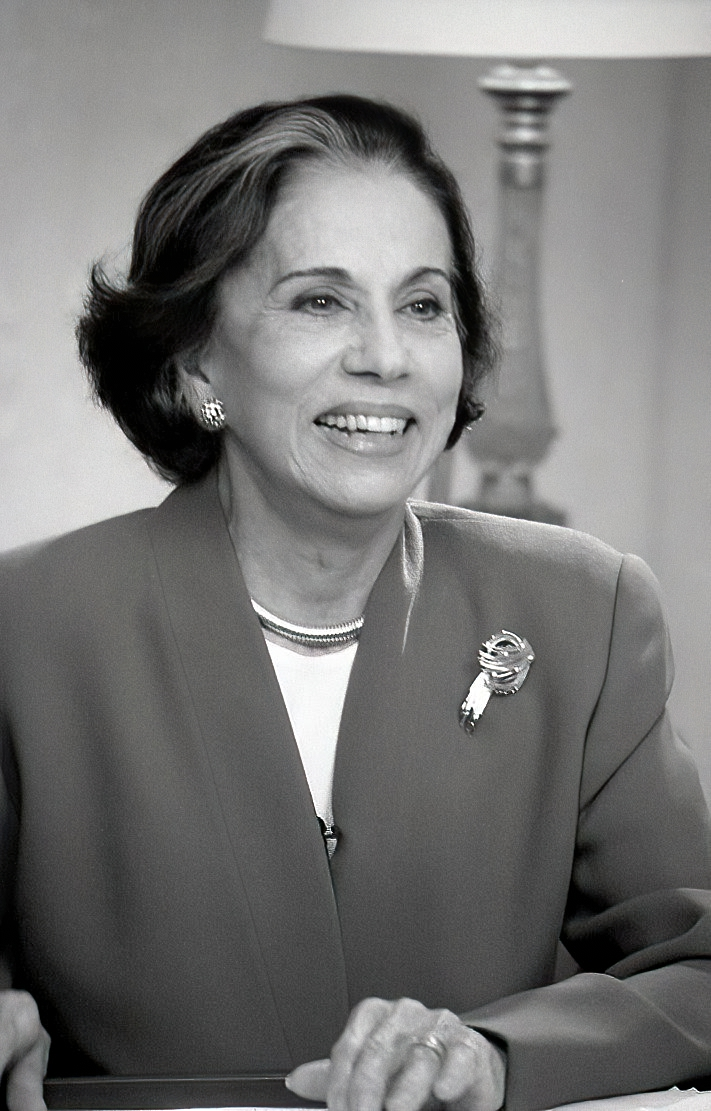
Alicia Pietri, política venezuelana

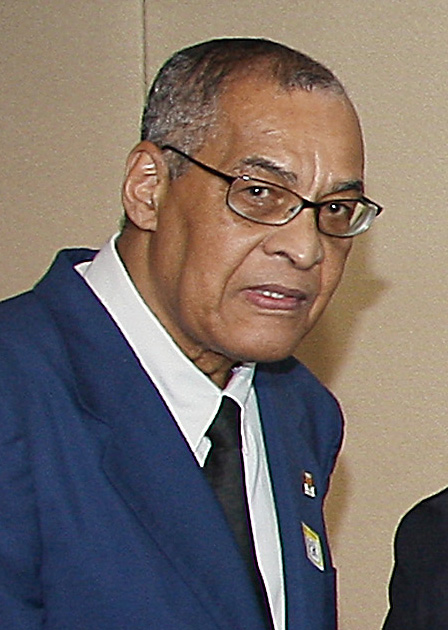
Edson Bispo, basquetebolista brasileiro

Amparo Muñoz, modelo, atriz e rainha da beleza espanhola

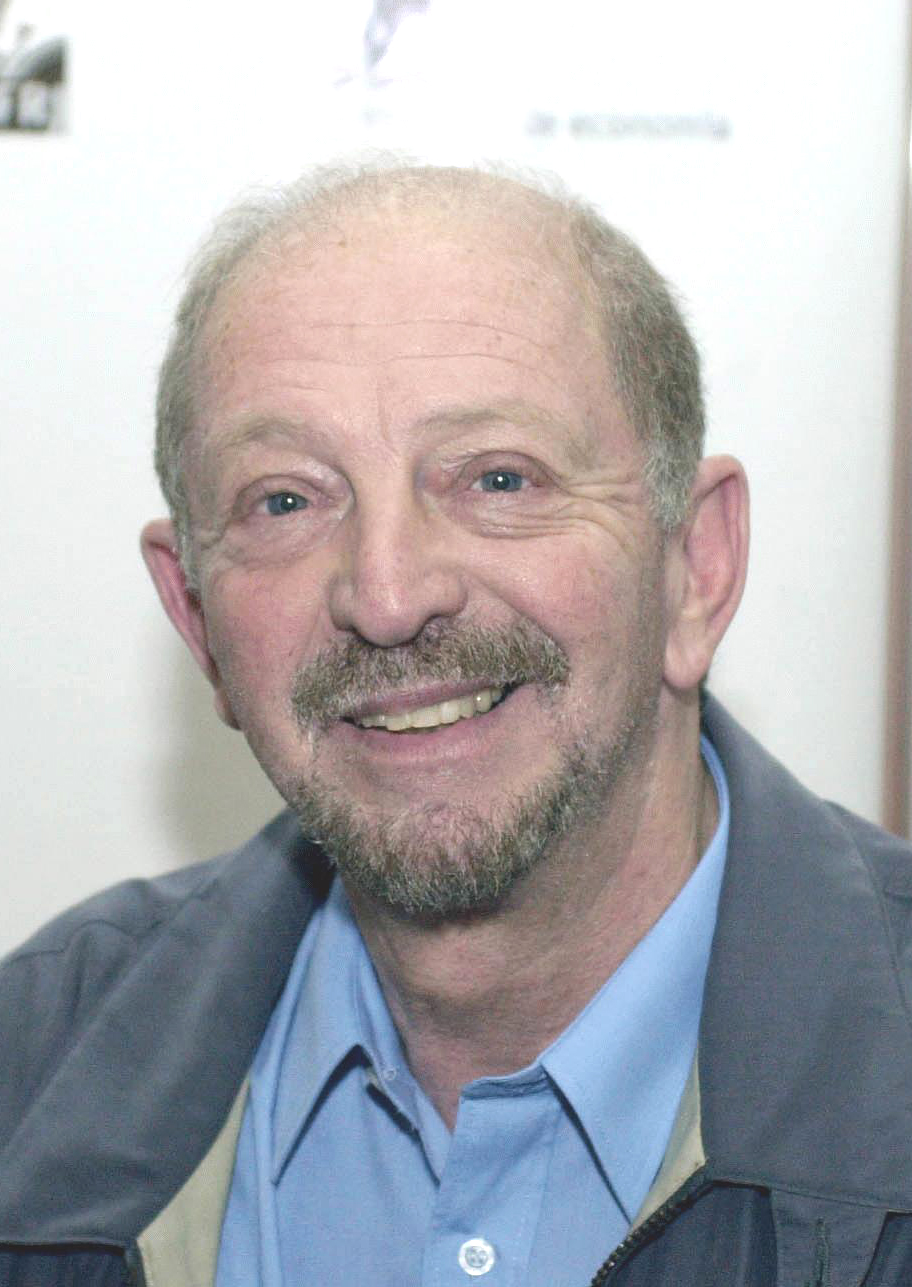
Moacyr Scliar, escritor brasileiro

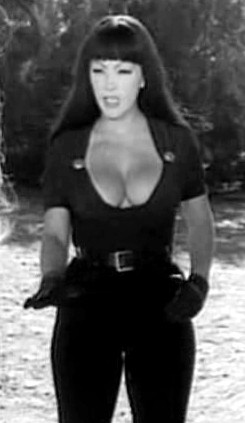
Tura Satana, atriz japonesa

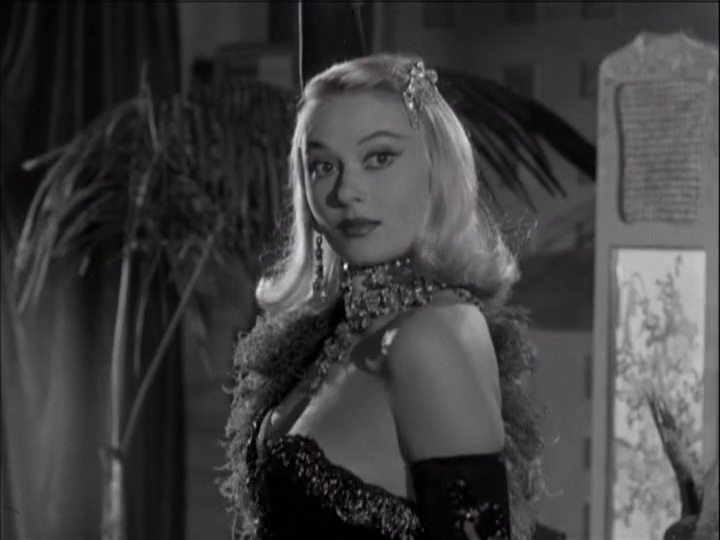
Dorian Gray, atriz italiana

| Dia | Nome                     | Profissão ou motivo de reconhecimento | Nacionalidade    | Ano de nasc. | Ref     |
| --- | ------------------------ | ------------------------------------- | ---------------- | ------------ | ------- |
| 1   | André Laronde            | Arqueólogo                            | França           | 1940         | [ 1 ]   |
| 1   | Daniele Formica          | Ator                                  | Itália           | 1949         | [ 2 ]   |
| 1   | Derek Rawcliffe          | Religioso                             | Reino Unido      | 1921         | [ 3 ]   |
| 1   | Douglas Haig             | Ator                                  | Estados Unidos   | 1920         | [ 4 ]   |
| 1   | Ernst Badian             | Historiador                           | Áustria          | 1925         | [ 5 ]   |
| 1   | Gyozo Veres              | Halterofilista                        | Hungria          | 1936         | [ 6 ]   |
| 1   | Husik Santurjan          | Religioso                             | Turquia          | 1920         | [ 7 ]   |
| 1   | Isabella Campos          | Atriz                                 | Brasil           | 1938         | [ 8 ]   |
| 1   | Karl-Heinz Barth         | Arquiteto                             | Alemanha         | 1937         | [ 9 ]   |
| 1   | Knut Risan               | Ator                                  | Noruega          | 1930         | [ 10 ]  |
| 1   | Lennox Fyfe              | Político                              | Escócia          | 1941         | [ 11 ]  |
| 1   | Les Stubbs               | Futebolista                           | Inglaterra       | 1929         | [ 12 ]  |
| 1   | Rafael Zamora            | Religioso e jornalista                | Cuba             | 1959         | [ 13 ]  |
| 1   | Sidney Cipriano          | Cantor                                | Brasil           | 1964         | [ 14 ]  |
| 1   | Stanisław Michalski      | Ator                                  | Polónia          | 1932         | [ 15 ]  |
| 2   | Armando Chin Yong        | Cantor de ópera                       | Malásia          | 1958         | [ 16 ]  |
| 2   | Awal Gul                 | Preso de Guantánamo                   | Afeganistão      | 1962         | [ 17 ]  |
| 2   | Bill Foster              | Diretor de televisão                  | Estados Unidos   | 1932         | [ 18 ]  |
| 2   | Clark Hulings            | Pintor                                | Estados Unidos   | 1922         | [ 19 ]  |
| 2   | Daniela Castelo          | Jornalista                            | Argentina        | 1968         | [ 20 ]  |
| 2   | Darrel Baldock           | Jogador de futebol australiano        | Austrália        | 1938         | [ 21 ]  |
| 2   | Defne Joy Foster         | Atriz                                 | Turquia          | 1975         | [ 22 ]  |
| 2   | Douglas M. Head          | Político                              | Estados Unidos   | 1930         | [ 23 ]  |
| 2   | Eric Nicol               | Escritor                              | Canadá           | 1919         | [ 24 ]  |
| 2   | Federico Aguilar Alcuaz  | Pintor                                | Filipinas        | 1932         | [ 25 ]  |
| 2   | Jean de La Rochefoucauld | Cineasta                              | França           | 1931         | [ 26 ]  |
| 2   | Jean-Paul Dollé          | Filósofo e escritor                   | França           | 1939         | [ 27 ]  |
| 2   | Margaret John            | Atriz                                 | País de Gales    | 1926         | [ 28 ]  |
| 2   | René Verdon              | Chef                                  | França           | 1924         | [ 29 ]  |
| 2   | Rodney Hill              | Matemático                            | Inglaterra       | 1921         | [ 30 ]  |
| 3   | Ajib Ahmad               | Político                              | Malásia          | 1947         | [ 31 ]  |
| 3   | Édouard Glissant         | Escritor                              | França           | 1928         | [ 32 ]  |
| 3   | LeRoy Grannis            | Fotógrafo                             | Estados Unidos   | 1917         | [ 33 ]  |
| 3   | Machan Varghese          | Ator                                  | Índia            | 1960         | [ 34 ]  |
| 3   | Maria Schneider          | Atriz                                 | França           | 1952         | [ 35 ]  |
| 3   | Neil Young               | Futebolista                           | Inglaterra       | 1944         | [ 36 ]  |
| 3   | Robert Young             | Atleta                                | Estados Unidos   | 1916         | [ 37 ]  |
| 3   | Ron Piché                | Jogador de beisebol                   | Canadá           | 1935         | [ 38 ]  |
| 3   | Tatyana Shmyga           | Cantora e atriz                       | Rússia           | 1928         | [ 39 ]  |
| 3   | Tony Levin               | Músico                                | Inglaterra       | 1940         | [ 40 ]  |
| 4   | Anton Ebben              | Ginete                                | Países Baixos    | 1930         | [ 41 ]  |
| 4   | Lena Nyman               | Atriz                                 | Suécia           | 1944         | [ 42 ]  |
| 4   | Martial Célestin         | Político                              | Haiti            | 1913         | [ 43 ]  |
| 4   | Michael Habeck           | Ator                                  | Alemanha         | 1944         | [ 44 ]  |
| 4   | Olga Lopes-Seale         | Atriz e radialista                    | Guiana           | 1918         | [ 45 ]  |
| 4   | Tura Satana              | Atriz                                 | Japão            | 1938         | [ 46 ]  |
| 4   | Woodie Fryman            | Jogador de beisebol                   | Estados Unidos   | 1940         | [ 47 ]  |
| 5   | Adjie Massaid            | Ator e político                       | Indonésia        | 1967         | [ 48 ]  |
| 5   | Brian Jacques            | Escritor                              | Inglaterra       | 1939         | [ 49 ]  |
| 5   | Charles E. Silberman     | Jornalista e escritor                 | Estados Unidos   | 1925         | [ 50 ]  |
| 5   | Donald Peterman          | Diretor de fotografia                 | Estados Unidos   | 1932         | [ 51 ]  |
| 5   | Hiroko Nagata            | Guerrilheira                          | Japão            | 1945         | [ 52 ]  |
| 5   | John Paul Getty III      | Vítima de sequestro                   | Estados Unidos   | 1956         | [ 53 ]  |
| 5   | Miriam Hansen            | Teórica do cinema                     | Estados Unidos   | 1949         | [ 54 ]  |
| 5   | Omar Amiralay            | Cineasta                              | Síria            | 1944         | [ 55 ]  |
| 5   | Pavel Vondruška          | Ator e músico                         | Chéquia          | 1925         | [ 56 ]  |
| 5   | Peggy Rea                | Atriz                                 | Estados Unidos   | 1921         | [ 57 ]  |
| 5   | Pertti Purhonen          | Pugilista                             | Finlândia        | 1942         | [ 58 ]  |
| 6   | Andrée Chedid            | Escritora                             | França           | 1920         | [ 59 ]  |
| 6   | Gary Moore               | Músico                                | Irlanda do Norte | 1952         | [ 60 ]  |
| 6   | Giovanni Bollea          | Médico                                | Itália           | 1913         | [ 61 ]  |
| 6   | John Nisby               | Jogador de futebol americano          | Estados Unidos   | 1936         | [ 62 ]  |
| 6   | Josefa Iloilo            | Ex-presidente de seu país             | Fiji             | 1920         | [ 63 ]  |
| 6   | Ken Olsen                | Engenheiro                            | Estados Unidos   | 1926         | [ 64 ]  |
| 6   | Ludwig Schaffrath        | Pintor e escultor                     | Alemanha         | 1924         | [ 65 ]  |
| 6   | Per Grundén              | Cantor e ator                         | Suécia           | 1922         | [ 66 ]  |
| 7   | Hysen Hakani             | Cineasta                              | Albânia          | 1932         | [ 67 ]  |
| 7   | Maria Altmann            | Herdeira de obras de arte             | Áustria          | 1916         | [ 68 ]  |
| 8   | Angelo Reyes             | Militar                               | Filipinas        | 1945         | [ 69 ]  |
| 8   | Cesare Rubini            | Atleta                                | Itália           | 1923         | [ 70 ]  |
| 8   | Eugenio Toussaint        | Músico                                | México           | 1954         | [ 71 ]  |
| 8   | Luiz Pereira Bueno       | Automobilista                         | Brasil           | 1937         | [ 72 ]  |
| 8   | Marie-Rose Morel         | Política                              | Bélgica          | 1972         | [ 73 ]  |
| 8   | Marvin Sease             | Cantor                                | Estados Unidos   | 1946         | [ 74 ]  |
| 8   | Tony Malinosky           | Jogador de beisebol                   | Estados Unidos   | 1909         | [ 75 ]  |
| 9   | Alicia Pietri            | Ex-primeira dama                      | Venezuela        | 1923         | [ 76 ]  |
| 9   | David Sánchez Juliao     | Escritor                              | Colômbia         | 1945         | [ 77 ]  |
| 9   | Jimmy Lemi Milla         | Político                              | Sudão            | 1948         | [ 78 ]  |
| 9   | Miltiadis Evert          | Político                              | Grécia           | 1939         | [ 79 ]  |
| 10  | Bill Justice             | Desenhista                            | Estados Unidos   | 1914         | [ 80 ]  |
| 10  | Claus Helmut Drese       | Administrador de teatro               | Alemanha         | 1922         | [ 81 ]  |
| 10  | Saad El Shazly           | Militar                               | Egito            | 1922         | [ 82 ]  |
| 11  | Bad News Brown           | Rapper                                | Canadá           | 1977         | [ 83 ]  |
| 11  | Bo Carpelan              | Escritor                              | Finlândia        | 1926         | [ 84 ]  |
| 11  | Tom Carnegie             | Locutor esportivo                     | Estados Unidos   | 1919         | [ 85 ]  |
| 12  | Betty Garrett            | Atriz                                 | Estados Unidos   | 1919         | [ 86 ]  |
| 12  | Edson Bispo              | Jogador de basquete                   | Brasil           | 1935         | [ 87 ]  |
| 12  | Kenneth Mars             | Ator                                  | Estados Unidos   | 1936         | [ 88 ]  |
| 12  | Peter Alexander          | Ator                                  | Áustria          | 1926         | [ 89 ]  |
| 13  | Bustanil Arifin          | Político                              | Indonésia        | 1925         | [ 90 ]  |
| 13  | Inese Jaunzeme           | Atleta                                | Letônia          | 1932         | [ 91 ]  |
| 13  | Manuel Esperón           | Compositor                            | México           | 1911         | [ 92 ]  |
| 13  | T. P. McKenna            | Ator                                  | Irlanda          | 1929         | [ 93 ]  |
| 14  | David F. Friedman        | Cineasta                              | Estados Unidos   | 1923         | [ 94 ]  |
| 14  | George Shearing          | Músico                                | Inglaterra       | 1919         | [ 95 ]  |
| 15  | Dorian Gray              | Atriz                                 | Itália           | 1936         | [ 96 ]  |
| 15  | Charles Epstein          | Geneticista                           | Estados Unidos   | 1933         | [ 97 ]  |
| 15  | Francis Nyangweso        | Dirigente esportivo                   | Uganda           | 1939         | [ 98 ]  |
| 15  | Judith Binney            | Historiadora                          | Nova Zelândia    | 1940         | [ 99 ]  |
| 16  | Alfred Burke             | Ator                                  | Inglaterra       | 1918         | [ 100 ] |
| 16  | Justinas Marcinkevičius  | Escritor                              | Lituânia         | 1930         | [ 101 ] |
| 16  | Len Lesser               | Ator                                  | Estados Unidos   | 1922         | [ 102 ] |
| 16  | Santi Santamaria         | Chef                                  | Espanha          | 1957         | [ 103 ] |
| 17  | Carlos Domínguez         | Fotógrafo                             | Peru             | 1933         | [ 104 ] |
| 17  | Dave Duerson             | Jogador de futebol americano          | Estados Unidos   | 1960         | [ 105 ] |
| 17  | Perry Moore              | Produtor de cinema                    | Estados Unidos   | 1971         | [ 106 ] |
| 18  | Buddy Lewis              | Jogador de beisebol                   | Estados Unidos   | 1916         | [ 107 ] |
| 18  | Cayle Chernin            | Atriz                                 | Canadá           | 1947         | [ 108 ] |
| 18  | Len Gilmore              | Jogador de beisebol                   | Estados Unidos   | 1917         | [ 109 ] |
| 18  | Paulo de Tarso Alvim     | Engenheiro agrônomo                   | Brasil           | 1919         | [ 110 ] |
| 18  | Spook Jacobs             | Jogador de beisebol                   | Estados Unidos   | 1925         | [ 111 ] |
| 18  | Walter Seltzer           | Produtor de cinema                    | Estados Unidos   | 1914         | [ 112 ] |
| 19  | Dietrich Stobbe          | Político                              | Alemanha         | 1938         | [ 113 ] |
| 19  | Florinda Chico           | Atriz                                 | Espanha          | 1926         | [ 114 ] |
| 19  | Yuan Xuefen              | Cantora de ópera                      | China            | 1922         | [ 115 ] |
| 20  | Gustavo Stroessner       | Militar                               | Paraguai         | 1944         | [ 116 ] |
| 21  | Abdi Salaan Mohamed Ali  | Futebolista                           | Somália          | 1990         | [ 117 ] |
| 21  | Aranmula Ponnamma        | Atriz                                 | Índia            | 1914         | [ 118 ] |
| 21  | Bernard Nathanson        | Médico e ativista                     | Estados Unidos   | 1926         | [ 119 ] |
| 21  | Dwayne McDuffie          | Cartunista                            | Estados Unidos   | 1962         | [ 120 ] |
| 21  | Jerzy Nowosielski        | Artista plástico                      | Polónia          | 1923         | [ 121 ] |
| 21  | Russell W. Peterson      | Político                              | Estados Unidos   | 1916         | [ 122 ] |
| 22  | Ion Hobana               | Escritor                              | Roménia          | 1931         | [ 123 ] |
| 22  | Jean Dinning             | Compositora                           | Estados Unidos   | 1924         | [ 124 ] |
| 22  | Nicholas Courtney        | Ator                                  | Egito            | 1929         | [ 125 ] |
| 23  | Jean Lartéguy            | Escritor                              | França           | 1920         | [ 126 ] |
| 24  | Yozhef Betsa             | Futebolista                           | Ucrânia          | 1929         | [ 127 ] |
| 25  | Aminath Faiza            | Escritora                             | Maldivas         | 1924         | [ 128 ] |
| 25  | Carola Scarpa            | Empresária                            | Brasil           | 1971         | [ 129 ] |
| 25  | Eneas Perdomo            | Cantor                                | Venezuela        | 1930         | [ 130 ] |
| 25  | Suze Rotolo              | Musa inspiradora                      | Estados Unidos   | 1943         | [ 131 ] |
| 26  | Arnošt Lustig            | Escritor                              | Chéquia          | 1926         | [ 132 ] |
| 26  | Dean Richards            | Futebolista                           | Inglaterra       | 1974         | [ 133 ] |
| 26  | Jorge Santoro            | Futebolista                           | Brasil           | 1944         | [ 134 ] |
| 26  | Kostas Andriopoulos      | Futebolista                           | Grécia           | 1984         | [ 135 ] |
| 26  | James A. McClure         | Político                              | Estados Unidos   | 1924         | [ 136 ] |
| 26  | Zhu Guangya              | Físico                                | China            | 1924         | [ 137 ] |
| 27  | Amparo Muñoz             | Miss Universo                         | Espanha          | 1954         | [ 138 ] |
| 27  | Benedito Nunes           | Escritor                              | Brasil           | 1929         | [ 139 ] |
| 27  | Duke Snider              | Jogador de beisebol                   | Estados Unidos   | 1926         | [ 140 ] |
| 27  | Eddie Kirkland           | Músico                                | Estados Unidos   | 1923         | [ 141 ] |
| 27  | Frank Buckles            | Militar                               | Estados Unidos   | 1901         | [ 142 ] |
| 27  | Gary Winick              | Cineasta                              | Estados Unidos   | 1961         | [ 143 ] |
| 27  | Maurice Guigue           | Árbitro de futebol                    | França           | 1912         | [ 144 ] |
| 27  | Moacyr Scliar            | Escritor                              | Brasil           | 1937         | [ 145 ] |
| 27  | Necmettin Erbakan        | Ex-primeiro-ministro                  | Turquia          | 1926         | [ 146 ] |
| 27  | Octávio Omar Cardoso     | Político                              | Brasil           | 1930         | [ 147 ] |
| 28  | Annie Girardot           | Atriz                                 | França           | 1931         | [ 148 ] |
| 28  | Celina Jallad            | Política                              | Brasil           | 1947         | [ 149 ] |
| 28  | Emmy                     | Cantora                               | Albânia          | 1989         | [ 150 ] |
| 28  | Jane Russell             | Atriz                                 | Estados Unidos   | 1921         | [ 151 ] |
| 28  | Renato Guerreiro         | Empresário                            | Brasil           | 1949         | [ 152 ] |
| 28  | Scott Cary               | Jogador de beisebol                   | Estados Unidos   | 1923         | [ 153 ] |